# ماندي ولارا سرداح
ماندي سرداح ولارا سرداح (من مواليد 24 أبريل 1976) هما شقيقتان توأم فلسطينيتان معروفتان بعملهما في تصوير الحياة البرية ومراقبة الطيور في قطاع غزة. وتهدفان من خلال هذه الأنشطة إلى توثيق الحياة البرية وزيادة الوعي بالتنوع البيولوجي في قطاع غزة المحاصر.

## النشأة
ولد التوأم ماندي ولارا سرداح في مدينة غزة عام 1976، وقضتا معظم حياتهما في قطاع غزة. عُرف عنهما مشاركة شغف عميق بالطبيعة والحياة البرية والذي بدأ عندما كانتا طفلتان، وذلك رغم عدم تلقيهما أي تعليم رسمي في علم الأحياء أو التصوير الفوتوغرافي.

## استكشاف الحياة البرية
بدأ استكشافهما للحياة البرية عندما لاحظا عصفورًا إسبانيًا في الفناء الخلفي لمنزلهما في سنة 2005، وأدى التقاطهما لصورة له بهاتف قديم إلى إثارة اهتمامهما بتوثيق النباتات والحيوانات في غزة.
في عام 2008، حصل التوأم على كاميرا رقمية وقررتا قضاء المزيد من الوقت في توثيق الحياة البرية في غزة. قاما بعد ذلك بشراء كاميرا نيكون وأنشئا حسابات على وسائل التواصل الاجتماعي في عام 2012. ونتيجة لذلك، أصبحتا أول مصورتين للحياة البرية في غزة.
كان الهدف الأساسي للتوأم إبراز جمال البيئة الطبيعية والحياة البرية في غزة. يسعى التوأم إلى تحدي التصوّر السائد عن غزة كمكان للصراع والدمار من خلال تسليط الضوء على الحياة البرية المذهلة فيها. من خلال عملهما، تمكنتا من توثيق مجموعة متنوعة من أنواع الطيور والنباتات النادرة، بما في ذلك طائر نكات العالم القديم، وصائد المحار الأوراسي، والسبد الأوروبي، والحاجبية المظلية، والبنج الذهبي، وعشار باسق.
أصبح أرشيفهما الواسع للحياة البرية في غزة مصدرًا قيمًا للأكاديميين والباحثين والمؤرشفين. قامت جامعات فلسطينية بدمج عملهما في برامج تعليمية وبحثية. كما أصدرت جامعة فلسطين أول دليل للنباتات الطبية في غزة عام 2018، والذي تضمن 25 صورة من تصوير التوأم.
وفي عام 2018، أقام التوأم أول معرض لهما عن الحياة البرية في غزة في مؤسسة عبد المحسن القطان. وقد اجتذب هذا الحدث العديد من الخبراء والمتحمسين للبيئة، مما أدى إلى زيادة الوعي بالتنوع البيولوجي في غزة.
وفي مارس 2023، نشر 18 باحثًا ومراقبًا للطيور، بمن فيهم التوأم، القائمة الأولى لطيور قطاع غزة، والتي ضمت 250 نوعًا من الطيور، مثّلت 45.4% من 551 نوعًا من الطيور التي تعيش في فلسطين.
واجه التوأم العديد من التحديات، بما في ذلك الحصار الإسرائيلي الذي يحد من وصولهم إلى مناطق مختلفة بها حياة برية غير مستغلّة. كما واجها صعوبات في استيراد المقارب وعدسات التقريب، التي يحظر الاحتلال إدخالها إلى القطاع لاشتباهه في إمكانية أن تكون لها استخدامات عسكرية محتملة. كما أن حمل المناظير والكاميرات في المناطق الحدودية أمر خطير للغاية بالنسبة لهما. تموّل العديد من استكشافاتهم ذاتيًا بسبب نقص الدعم من المؤسسات أو المنظمات.

## الجوائز
حصل التوأم على لقب "أهم المصورين في فلسطين" لعام 2019 من قبل مؤسسة سيدة الأرض ومقرها رام الله. إلا أنهما لم يتمكنا من تسلم الجائزة نتيجة للقيود الإسرائيلية.

## الخطط المستقبلية
تظل ماندي ولارا سرداج ملتزمتين بمهامهما المتمثلة في توثيق الحياة البرية في غزة والحفاظ عليها رغم الحصار والحرب. وتخططان لتجميع موسوعة شاملة عن الحياة البرية في غزة حتى الآن، والتي يهدفان إلى إصدارها في السنوات القليلة المقبلة.